# Gare de Keikyū Kurihama
La gare de Keikyū Kurihama (京急久里浜駅, Keikyū Kurihama-eki) est une gare ferroviaire de la ville de Yokosuka, dans la préfecture de Kanagawa au Japon. Elle est exploitée par la compagnie Keikyū.

## Situation ferroviaire
La gare de Keikyū Kurihama est située au point kilométrique (PK) 4,5 de la ligne Keikyū Kurihama.

## Histoire
La gare a été inaugurée le 1er décembre 1942.

## Services aux voyageurs

### Accès et accueil
La gare dispose d'un bâtiment voyageurs, avec guichet, ouvert tous les jours.

### Desserte
- Ligne Keikyū Kurihama :
  - voies 1 et 2 : direction Misakiguchi
  - voies 3 et 4 : direction Horinouchi, Yokohama et Shinagawa

### Intermodalité
La gare de Kurihama de la compagnie JR East est située à proximité immédiate.